# کافه بین‌راهی (فیلم ۱۹۸۹)
کافهٔ بین‌راهی (به انگلیسی: Road House) یک فیلم اکشن آمریکاییِ ساختِ سال ۱۹۸۹ به کارگردانی رودی هرینگتون است. در این فیلم بازیگرانی همچون پاتریک سوویزی، بن گازارا، کلی لینچ، سام الیوت، کوین تایگ، رد وست، سانشاین پارکر، جف هیلی، مارشال آر.تیگ، جان دو، کاتلین ویلهویت، تری فانک، آنتونی دی لانگیس و کیث دیوید ایفای نقش کرده‌اند.
دنباله‌ای به نامِ بار کنار جاده ۲، مستقیماً رویِ دی‌وی‌دی در سالِ ۲۰۰۶ پخش شد. داستان، پس از گذشتِ سال‌ها، پسرِ برنا و جوانِ (دالتُن) را بازگو می‌کرد، هیچ شخصیتی از بازیگران اصلی نداشت و تنها به (دالتُن) اشاره می‌کرد. دنباله‌یِ این فیلم تأیید کرد که نامِ کوچکِ (دالتُن)، (جِیمز) است، که می‌توان آن را برایِ یک آن در برنامه‌یِ پزشکی در صحنه‌یِ بیمارستانِ اصلی فیلم مشاهده کرد، اما جدا از این، ناگفته مانده بود. همزمان با نمایشِ بخشِ دوم، فیلم اصلی در یک نسخه‌ای لوکس دوباره، پخش شد. و یک نسخه بازسازی از این فیلم با بازی جیک جیلنهال با همین نام در مارس ۲۰۲۴ منتشر گردید.

## داستان
(جِیمز دالتُن / James Dalton)، یک سرنگهبانِ ماهرِ باشگاه‌هایِ شبانه، با گذشته‌ای رازآلود، ازسویِ فردی به نامِ (فرانک تیلمَن / Frank Tillman)، در شهرِ (نیو یورک) خرسند می‌شود که امنیتِ کافه‌اش به نامِ (دابِل دیووس / Double Deuce) در شهرِ (جَسپِر / Jasper)، در ایالتِ (میسوری) را فراهم کند. (تیلمَن) برنامه دارد پولِ کلانی را در کافه‌یِ خود هزینه کند تا ارزشِ آن را در میانِ مردم، بالا ببرد، که برایِ پایداریِ آن، به یک سرنگهبانِ ترازِ-یک نیاز دارد. (دالتُن) با سرپرست بودن در کارها و گماشتنِ نیرویِ کافه که (تیلمَن) آن جایگاه را به او واگذار کرده، چند تَن از کارکُنانِ کافه را به‌خاطرِ رفتارِ ناپسند، دزدی، و فروشِ مایه‌هایِ روان‌گردان، از کار برکنار می‌کند.
(دالتُن) به غولِ بازرگانیِ شهر، (براد وِسلی / Brad Wesley) شناسانده می‌شود. (وِسلی) کارسازانه شهر را در دست دارد؛ کسی که (دالتُن) خواهرزاده‌یِ او را از کافه برکنار کرد. نوچه‌هایِ (وِسلی) دست به تهدید کردنِ (تیلمَن) می‌زنند که در درگیریِ پس از آن، (دالتُن) با چاقو زخمی می‌شود. در بیمارستان، او با دکتر (اِلیزابِت کلِی) یا (دُک)، یک پیوندِ دوستانه آغاز می‌کند که سپس‌تر، به یک پیوندِ عاشقانه دگرش می‌یابد. (دالتُن) همچنین، با رایزنِ خود، (وِید گارِت / Wade Garrett) یک سرنگهبانِ میان‌سال، دوباره می‌پیوندد زمانی که او به‌خاطرِ یک تماسِ تلفنی نگران‌کننده از (دالتُن)، به شهرِ (جَسپِر) می‌رود.
(وِسلی) (دالتُن) را به خانه‌یِ خود فرا می‌خواند و رخدادی از گذشته‌یِ او را آشکار می‌کند که در آن، (دالتُن) به شیوه‌ای خودپدافندانه، گلویِ مردی را پاره کرده که به کشته شدن آن مرد، انجامیده است. (وِسلی) می‌کوشد (دالتُن) را خرسند کند که پس از باج‌گیری از کافه‌یِ (دابِل دیووس)، برایِ او کار کند که (دالتُن) پیشنهاد او را رد می‌کند. (وِسلی) یورش‌هایِ خود را به آن کافه بیشتر می‌کند و به مغازه‌هایی که از او پیروی نمی‌کنند آسیب می‌زند. پس از آن که (جیمی رِنو)، از نوچه‌هایِ (وِسلی)، خانه‌یِ (اِمِت) [که کرایه‌دهنده‌یِ (دالتُن) هست] را به آتش می‌کِشد، (دالتُن) با او درگیر می‌شود و گلویِ او را پاره می‌کند که (اِلیزابِت) از این بابت سخت یکه می‌خورد.
پس از این که (وِید گارِت) ازسویِ نوچه‌هایِ (وِسلی) کشته می‌شود، (دالتُن) خشمگین شده، به خانه‌یِ تابستانیِ (وِسلی) می‌تازد، بیشترِ نوچه‌هایش را می‌کُشد و (وِسلی) را از پا درمی‌آورد. در زمانِ رفتنِ (دالتُن)، (وِسلی) به رویِ او تفنگ می‌کِشد که ازسویِ چند تَن از بازاریانی که (وِسلی) به مغازه‌هایِ آنها آسیب زده بود، با گلوله، کشته می‌شود. هنگامی که نیرویِ شهربانی می‌رسد، آنها وانمود می‌کنند که از جریان بی‌خبر هستند. در پایان، شهر، آزادیِ خود را در کافه‌یِ (دابِل دیووس) جشن می‌گیرند.